# Governo do Entrudo
O 13.º governo da Monarquia Constitucional, mais conhecido como Governo do Entrudo, foi o executivo presidido pelo Duque de Palmela que governou Portugal por 3 dias, por coincidência os dias em torno do Carnaval, de 7 a 9 de Fevereiro de 1842. Este governo efémero foi formado no contexto da resistência à sublevação político-militar que fora desencadeada a 27 de Janeiro daquele ano sob a liderança de Costa Cabral e que levaria à restauração da Carta Constitucional da Monarquia Portuguesa (por Decreto de 10 de Fevereiro) e ao período conhecido pelo cabralismo.

## Composição
A sua constituição era a seguinte:
| Cargo                                                                   | Detentor | Detentor                                            | Período                                         |
| ----------------------------------------------------------------------- | -------- | --------------------------------------------------- | ----------------------------------------------- |
| Presidente do Conselho de Ministros                                     |          | Duque de Palmela (1781–1850)                        | 7 de fevereiro de 1842 a 8 de fevereiro de 1842 |
| Ministro e Secretário de Estado dos Negócios do Reino                   |          | Joaquim António de Magalhães (1795–1848)            | 7 de fevereiro de 1842 a 8 de fevereiro de 1842 |
| Ministro e Secretário de Estado dos Negócios Eclesiásticos e de Justiça |          | Joaquim António de Magalhães (interino) (1795–1848) | 7 de fevereiro de 1842 a 8 de fevereiro de 1842 |
| Ministro e Secretário de Estado dos Negócios Eclesiásticos e de Justiça |          | Joaquim Filipe de Soure (1805–1882)                 | 8 de fevereiro de 1842 a 8 de fevereiro de 1842 |
| Ministro e Secretário de Estado dos Negócios da Fazenda                 |          | António José de Ávila (interino) (1807–1881)        | 7 de fevereiro de 1842 a 8 de fevereiro de 1842 |
| Ministro e Secretário de Estado dos Negócios da Guerra                  |          | Visconde de Sá da Bandeira (1795–1876)              | 7 de fevereiro de 1842 a 8 de fevereiro de 1842 |
| Ministro e Secretário de Estado dos Negócios da Marinha e Ultramar      |          | António Aloísio Jervis de Atouguia (1797–1861)      | 7 de fevereiro de 1842 a 8 de fevereiro de 1842 |
| Ministro e Secretário de Estado dos Negócios Estrangeiros               |          | Duque de Palmela (1781–1850)                        | 7 de fevereiro de 1842 a 8 de fevereiro de 1842 |